# Kalimpong
Kalimpong (o Dalingkot) és una comarca muntanyosa del districte de Darjeeling, a Bengala Occidental, a l'est del Tista, a l'oest del Jaldhaka, i al sud de Sikkim. Fou adquirida pels britànics després de la guerra de 1864-1864 contra Bhutan. La superfície era de 550 km².
La principal vila era Kalimpong a 27° 04′ N, 88° 28′ E / 27.067°N,88.467°E que el 1901 tenia 1.069 habitants, i donava nom al país conegut abans com a Dalingkot; fou centre de comerç amb Tibet fins almenys el 1949.